# The Opposite of Sex – Das Gegenteil von Sex
The Opposite of Sex – Das Gegenteil von Sex (Originaltitel: The Opposite of Sex) ist eine US-amerikanische Filmkomödie aus dem Jahr 1998. Die Regie führte Don Roos, der auch das Drehbuch schrieb. Die Hauptrollen spielten Christina Ricci und Martin Donovan.

## Handlung
Die Jugendliche Dede Truitt zieht nach dem Begräbnis ihres Stiefvaters zu ihrem homosexuellen Halbbruder Bill. Bill ist mit der Schwester seines verstorbenen Liebhabers, Lucia DeLury, eng befreundet. Dede spannt ihrem Bruder seinen Liebhaber Matt Mateo aus und sagt Matt, sie wäre von ihm schwanger. In Wirklichkeit stammt das Kind von Dedes Ex-Geliebtem Randy Cates.
Dede verlässt Bill, aber nach der Geburt ihres Kindes kommt sie zurück. Matt findet eine andere Beziehung, Lucia DeLury heiratet Carl Tippett. Zum Ende sagt Dede zynisch, Sex sei das Gegenteil von dem, was die Menschen sich wünschen sollten.

## Kritiken
James Berardinelli bezeichnete den Film als eine der am meisten „konsistent“ amüsanten Filmkomödien des Jahres 1998. Er lobte die Dialoge und den „unkonventionellen“ Stil des Films. Berardinelli bemerkte, dass in der zweiten Filmhälfte einige ernsthaftere Themen angesprochen wurden.
Roger Ebert bezeichnete den Film in der Zeitung Chicago Sun-Times vom 19. Juni 1998 als „erfrischend“ und stellenweise „sehr amüsant“.
Der Film wurde auf prisma-online.de als „amüsant“ bezeichnet, die Darsteller wurden gelobt.

## Auszeichnungen
Christina Ricci wurde für den Filmpreis Golden Globe Award nominiert. Sie wurde außerdem für den American Comedy Award, den Chlotrudis Award und den Independent Spirit Award nominiert. Sie gewann den Golden Satellite Award, den YoungStar Award, den Golden Space Needle Award des Seattle International Film Festival, den National Board of Review Award und den Florida Film Critics Circle Award.
Lisa Kudrow gewann den Chlotrudis Award und den New York Film Critics Circle Award. Sie wurde für den American Comedy Award, den Independent Spirit Award, den Chicago Film Critics Association Award, den Online Film Critics Society Award und den Teen Choice Award nominiert.
Don Roos gewann den Independent Spirit Award sowohl als Regisseur wie auch als Drehbuchautor. Er gewann außerdem den PEN Center USA West Literary Award und wurde für den Writers Guild of America Award wie auch für den Sonderpreis des Deauville Film Festival nominiert.
Der Film wurde für den Artios Award der Casting Society of America und für einen GLAAD Media Award nominiert.